# Nacionalidad guatemalteca
La nacionalidad o ciudadanía guatemalteca es el vínculo jurídico que liga a una persona física con la República de Guatemala y que le atribuye la condición de ciudadano. La ley de esta nacionalidad tiene un sistema dual que acepta los conceptos jurídicos romanos de ius soli y ius sanguinis.

## Adquisición
La nacionalidad guatemalteca se adquiere por nacimiento y por naturalización.
- Según el Artículo 144 de la Constitución Política de la República de Guatemala son guatemaltecos por nacimiento:

1. Los nacidos en el territorio de la República de Guatemala, naves y aeronaves guatemaltecas (excepto los hijos de diplomáticos extranjeros).
2. Los nacidos en el extranjero de padre o madre guatemaltecos.

- Según el Artículo 145 de la Constitución Política de la República de Guatemala son guatemaltecos:

1. También se consideran guatemaltecos de origen, a los nacionales por nacimiento, de las repúblicas que constituyeron la Federación de Centroamérica, si adquieren domicilio en Guatemala y manifestar en ante autoridad competente, su deseo de ser guatemaltecos.

- Según el Artículo 146 de la Constitución Política de la República de Guatemala son guatemaltecos por naturalización:

1. Los extranjeros que obtengan su naturalización, de conformidad con la ley.

## Doble nacionalidad
Un nacional guatemalteco que obtenga una nacionalidad extranjera, no perderá la guatemalteca si existe un tratado de doble nacionalidad con el otro país. En iguales circunstancias, no se le exigirá al extranjero que renuncie a su nacionalidad de origen.

## Requisitos de visado

Guatemala
Sin necesidad de visa
Visa electrónica
Visa a la llegada o visa electrónica
Visa a la llegada
Se requiere visa antes de la llegada

Requisitos de visado para ciudadanos guatemaltecos son restricciones de entrada por las autoridades de otros estados soberanos que imponen sobre los ciudadanos de Guatemala. En 2024, ciudadanos guatemaltecos podían ingresar a 137 países, sin visado o con un visado que emiten a la frontera, clasificando su pasaporte como el trigésimo séptimo más útil en el mundo.
Acorde al Ministerio de Relaciones Exteriores (MINREX),72 países que son exentos de visa  
Acorde al Minrex son 85 países que se encuentran exentos de visa.